# Whitehill (Kent)
Pour les articles homonymes, voir Whitehill.
Whitehill est un village du Kent, en Angleterre.